# 朱貴燮
遠安王朱貴燮（1399年—1466年），明朝遼藩第一代遠安王，遼簡王朱植的第三子，后因不奔父丧而被废除国。

## 生平

### 受封
永樂二年（1404年）四月，封遠安王。永乐十四年（1416年）四月，明成祖下旨统一为朱植次子长阳王朱贵烚、朱貴燮、四子兴山王朱贵𤊐和五子巴东王朱貴煊制作仪仗。
朱貴燮为父王所厌恶。永乐十六年（1418年）五月，朱植奏称朱貴燮与宦官数人逃离辽王府，成祖命有司调查，得知朱貴燮想入京告发朱植谋反。
永乐十七年（1419年）九月，册中兵马指挥郑谭女为远安王妃。

### 被废
永樂二十二年（1424年）五月，遼王朱植去世，因世子朱贵煐已去世，由朱贵烚袭封。九月，朱貴燮與朱貴煊兄弟二人因父死不奔丧而被削減禄米之半。十月，朱貴燮兄弟二人又被削爵，降為庶人，發往父親墳園居住。兵部改远安王等典仗校尉充岷王侍卫。

### 被废后
洪熙元年（1425年）十二月，朱贵燮、朱貴煊上奏感谢新君明宣宗赐食米一千石，请求进宫谢恩。宣宗写信告知朱贵烚，命他告谕二人反思前过、勉图改行。
正统十四年九月，朱贵燮奏称子女都已经婚配，想带着儿子朱豪堥等入京谢恩，明代宗回信制止。
景泰二年（1451年）八月，朱贵燮提出自己“子女众多”，希望朝廷能够赞助他们的婚嫁费用，并献诗一首，“词甚凄惋”。代宗深受感动，下旨朱贵燮的子女每人赐彩叚四表里，首饰银二十两，猪、羊各四，让他们自行选配行礼。四年（1453年）三月，朱贵煊妻李氏奏称儿子朱豪垛、朱豪埢订婚五年却不能成婚，请求按朱贵燮的例子赐予表里首饰猪羊等物，获准。
当时朱贵烚已经被废，朱贵𤊐继为辽王，即辽肃王。朱贵燮又弹劾辽肃王及其十二弟衡阳王朱贵㷂，但经湖广巡抚、巡按并都司、布政司、按察司官员的联合调查，发现多是妄奏。景泰六年（1455年）四月，代宗写信严厉警告朱贵燮。
景泰七年（1456年）九月，朱贵烚长子朱豪㙷奏弟妹四人都成年了却贫穷不能婚配，诏准按朱贵燮例每人赐彩叚四表里、首饰、银二十两、猪羊各四以助成婚。
天顺二年（1458年）闰二月，朱贵燮之子辅国将军朱豪堥、奉国中尉朱豪坲、朱豪墇、朱豪㙡向朝廷奏称，当年其父进京是为了给成祖奔丧，已经走到河南裕州才收到朱植去世的消息。后来因为伯父朱贵烚诬告父亲“不奔父丧”，才致其被削爵。事实上成祖驾崩在朱植去世二月后。朱豪堥等又提及土木堡之变时，父子曾向朝廷上奏请求前去军前效力。英宗回复称朱贵爕的确有罪，不许复封。
八月，因辽肃王奏称朱贵爕父子所生子还没取名，英宗回信为朱贵爕庶子赐名朱豪㘨，朱豪堥子赐名朱恩铋，朱豪坲子赐名朱恩䥍，朱豪墇子赐名朱恩鋿。
天顺四年（1460年），翰林院学士倪谦被弹劾以前出使辽王府时，朱貴燮因为自己的母亲与倪谦的妻子都出身武定侯郭氏家族，贿赂倪谦，又派人拜见，图谋恢复王爵；其女婿魏玉、武缙、周远也都拜见倪谦，想让自己如郡王女婿例拜为仪宾并得到相应官职。倪谦上奏，为魏玉等得到官职。朱貴燮虽然没复封，但也感恩并送了倪谦礼物。倪谦等被下锦衣卫狱，解送都察院论罪，称倪谦当充军，魏玉等当交钱免除徒刑、仍任原职。倪谦因而被贬戍边，魏玉等人也被罢官。
辽肃王听朱贵燮徇私启请，擅自令魏玉等复职。天顺五年（1461年）十一月，英宗下敕指责警告辽肃王，并称已遣人将魏玉等逮捕治罪。

### 去世
成化二年（1466年），朱貴燮去世，享年六十八歲。次年（1467年）十二月，朱豪墇生母郑氏（与王妃郑氏是否一人，待考）向朝廷乞恩，称因为朱贵燮死后一千石岁禄停发，无法赡养家人，请求按朱贵烚妻曹氏例仍赐食米千石。宪宗命给六百石，米钞各半。

### 后事
奉国将军朱恩铋举朱豪㙷得封为朱贵烚以前的长阳王一爵的例子，请求袭封远安王。宪宗认为朱貴燮犯的是不孝罪，不准。弘治六年（1493年）八月，朱恩铋再通过辽惠王朱恩鑙向礼部请求袭封，礼部和明孝宗都认为年代久远，不准。弘治十六年（1503年）七月，朱恩铋直接奏请，孝宗仍不准，并下敕切责他不经过辽恭王朱宠涭就擅自上奏，将派来上书的校尉王原罢官。
南明時期，朱貴燮的七世孫朱儼䤭才得以续封为远安王。

### 争议记载

#### 身世
《明史》称朱貴燮是庶出，但《明实录》记载倪谦事件时称朱貴燮母出身武定侯郭氏家族，则朱貴燮又似为辽王妃郭氏所出嫡次子，即世子朱贵煐的胞弟。但朱贵煐去世后，继为世子并最终袭封的却是比他小五个月、不可能和他一母所生的朱贵烚，又似朱贵烚与朱貴燮并无嫡庶之别。天顺二年（1458年）朱贵燮诸子在奏疏中称朱贵烚为“庶伯父”。未详孰是。

#### 其他
《大明英宗睿皇帝实录卷二百六十七》记载，景泰七年（1456年）六月，朱贵燮、朱贵烚、朱贵煊因肃孝皇后崩逝，遣人上表进香。礼部奏称他们虽被革王爵，但未被开除宗籍，应该对他们所遣的人加赏赐，诏赐彩币钞有差。但朱贵烚、朱贵煊已经分别于正统十四年（1449年）和景泰三年（1452年）（或正统八年（1443年））去世。

## 家庭

### 妻妾
- 王妃鄭氏

### 子
- 輔國將軍朱豪堥，成化四年（1468年）正月在世[24]，成化年间去世；妻费氏，天顺七年（1463年）五月封夫人，赐诰命冠服[25]
  - 嫡子奉國將軍朱恩鉍，天顺二年（1458年）八月赐名
    - 嫡長子鎮國中尉朱寵𤀫[26]，天顺二年（1458年）八月赐名，弘治二年（1489年）九月按制度赐诰命冠服[27]
      - 第一子輔國中尉朱致楀[26]
      - 第二子輔國中尉朱致橰[26]
      - 第三子輔國中尉朱致樟[26]
      - 第四子輔國中尉朱致梧[26]

    - 第二子鎮國中尉朱寵濈[26]，弘治十二年（1499年）九月按制度赐诰命冠服[28]
    - 第三子鎮國中尉朱寵溉，成化十九年（1483年）十月赐名[29]，弘治十二年（1499年）九月按制度赐诰命冠服[28]
      - 第一子輔國中尉朱致梡

    - 嫡四子朱寵滐，弘治元年（1488年）十月赐名[30]，早卒[26]
    - 嫡五子朱寵濱，弘治六年（1493年）十二月赐名[31]（嘉靖荊州府志作「寵滽」）
      - 第一子輔國中尉朱致㯖[26]

  - 朱恩鐧，天顺八年（1464年）八月赐名[32]（嘉靖荊州府志作「恩䥨」）
    - 鎮國中尉朱寵溗[26]
      - 輔國中尉朱致𣡌[26]
- 奉國中尉朱豪坲，弘治五年（1492年）二月革岁禄三分之二，[33]十六年（1503年）九月恢复[34]；妻许氏，天顺七年（1463年）五月封安人，赐诰命冠服[25]
  - 朱恩䥍，天顺二年（1458年）八月赐名
    - 朱寵㴠，弘治四年（1491年）八月赐名[35]
      - 奉國中尉朱致棶[26]
- 奉國中尉朱豪墇，母郑氏，成化三年（1467年）十二月在世；妻王氏，天顺七年（1463年）五月封安人，赐诰命冠服[25]
  - 奉國中尉朱恩鋿，天顺二年（1458年）八月赐名
    - 嫡長子朱寵泇，成化十九年（1483年）九月赐名[36]，弘治十年（1497年）六月按制度赐诰命冠服[37]
    - 嫡三子朱寵洵，弘治元年（1488年）四月赐名[38]，十年（1497年）六月按制度赐诰命冠服[37]
    - 嫡四子朱寵淑，弘治十四年（1501年）七月赐名[39]

  - 奉國中尉朱恩䤳，天顺八年（1464年）八月赐名[32]
    - 嫡長子朱寵澮，弘治十五年（1502年）七月赐名[40]

  - 奉國中尉朱恩錟[26]
    - 第一子奉國中尉朱寵溾，弘治四年（1491年）六月赐名[41]，十四年（1501年）二月按制度赐诰命冠服[42]
    - 第二子朱寵浞，弘治七年（1494年）十二月赐名[43]
    - 第三子朱寵澳，弘治十五年（1502年）七月赐名[40]
- 奉國中尉朱豪㙡，成化十一年（1475年）十二月有子女六人[44]；妻李氏，天顺七年（1463年）五月封安人，赐诰命冠服[25]
  - 奉國中尉朱恩䤥，母李氏；天顺八年（1464年）八月赐名[32]，弘治五年（1492年）二月革爵[33]，正德六年（1511年）六月恢复爵位和一半禄米[45]
  - 奉國中尉朱恩錬[26]，弘治四年（1491年）十月因伙同他人招集惡少奪人財產箠死平民被辽恭王奉命拘捕幽禁，[46]五年（1492年）二月革爵[33]
    - 庶三子朱寵潯，弘治十四年（1501年）七月赐名
    - 庶四子朱寵濢，弘治十四年（1501年）七月赐名[39]
    - 二女，嘉靖二年（1523年）闰四月仍未受封[47]

  - 奉國中尉朱恩鋼，母李氏；弘治五年（1492年）二月革爵[33]，正德六年（1511年）六月恢复爵位和一半禄米[45]
    - 庶長子朱寵瀶，弘治十四年（1501年）七月赐名[39]

  - 奉國中尉朱恩鈸[26]
- 朱豪埇，景泰四年（1453年）二月赐名[48]
- 奉國中尉朱豪㘨，天顺二年（1458年）八月赐名
  - 嫡長子朱恩鏝，成化十九年（1483年）九月赐名[36]，弘治元年（1488年）八月按制度赐诰命冠服[49]
  - 二女，成化二十三年（1487年）七月在世[50]

### 女
- 魏玉妻
- 武縉妻
- 周遠妻